# Frédéric-Adolphe de Suède
Titre
Duc d'Östergötland
8 septembre 1772 – 12 décembre 1803
(31 ans, 3 mois et 4 jours)
Frédéric-Adolphe de Suède (en suédois : Fredrik Adolf, hertig av Östergötland), né le 18 juillet 1750 au palais de Drottningholm et mort le 12 décembre 1803 à Montpellier, est un prince suédois, fils cadet d'Adolphe-Frédéric de Suède et de Louise-Ulrique de Prusse et neveu de Frédéric le Grand. Il était titré duc d'Östergötland.

## Biographie
Le duc était décrit à l'époque comme le prince le plus beau d'Europe. Il était sensible et gâté par sa mère et son caractère était plutôt passif. C'était, avec sa sœur Sophie-Albertine, le favori de sa mère. Tous les trois étaient fortement attachés l'un à l'autre, et la sœur et le frère prirent parti pour leur mère, pendant le scandale de la naissance du prince héritier en 1778.
Enfant, il était de santé fragile, mais de tempérament colérique. Il reçut le grade de colonel à l'âge de douze ans et de général à l'âge de dix-huit ans, mais son éducation fut toujours lacunaire. Il participa aux événements de 1772 qui renforcèrent l'absolutisme royal et son frère Gustave III lui décerna le titre de duc d'Ostrogothie en reconnaissance. Toutefois son inconstance allait bientôt en faire un opposant au roi.
Sa belle-sœur Hedwige-Élisabeth-Charlotte de Schleswig-Holstein-Gottorp le décrit dans son célèbre Journal comme un fort bel homme, aux yeux expressifs et au caractère facile, élégant lorsqu'il en prenait la peine, mais souvent mal mis en privé. Il aurait pu être plus apprécié par la cour et la grand monde s'il ne se répandait pas en propos grossiers, dû à sa fréquentation d'une société masculine éprise uniquement de conquêtes féminines.
Il passait sa vie à des dépenses somptuaires et, lorsqu'il n'était pas engagé dans des liaisons amoureuses multiples, se rendait à quelques cérémonies officielles. Il fit la cour, sans succès à Ulrika von Fersen et à sa sœur Sophie Piper, et sa maîtresse la plus connue fut l'actrice Euphrosyne Löf (sœur de la prima donna Frédérique Löwen). Le prince fut bien obligé toutefois de servir pendant la guerre russo-suédoise et de participer à la campagne de Finlande de 1788.
Il ne se maria jamais et sa sœur Sophie-Albertine l'accompagnait pendant les réceptions officielles. Ses projets de fiançailles, comme avec Marie-Louise von Wrangel, n'aboutirent pas à cause de sa mollesse de caractère. Il eut une liaison, cette fois-ci durable, avec la ballerine Sophie Hagman de 1778 à 1795, tout en multipliant les aventures. Il tenta encore d'obtenir la main de la princesse Augusta-Sophie du Royaume-Uni en 1797 et de la duchesse de Courlande (1761-1821) en 1801, mais elles déclinèrent sa demande.
Il quitta la Suède en 1800 pour raison de santé, et voyagea dans le Midi de la France, où il mourut à Montpellier en 1803.

## Lieu d’inhumation
Le prince Frédéric-Adolphe  fut inhumé dans la crypte située sous la chapelle Gustave-Adolphe de l’église de Riddarholmen de Stockholm.

## Titres et honneurs

### Titulature

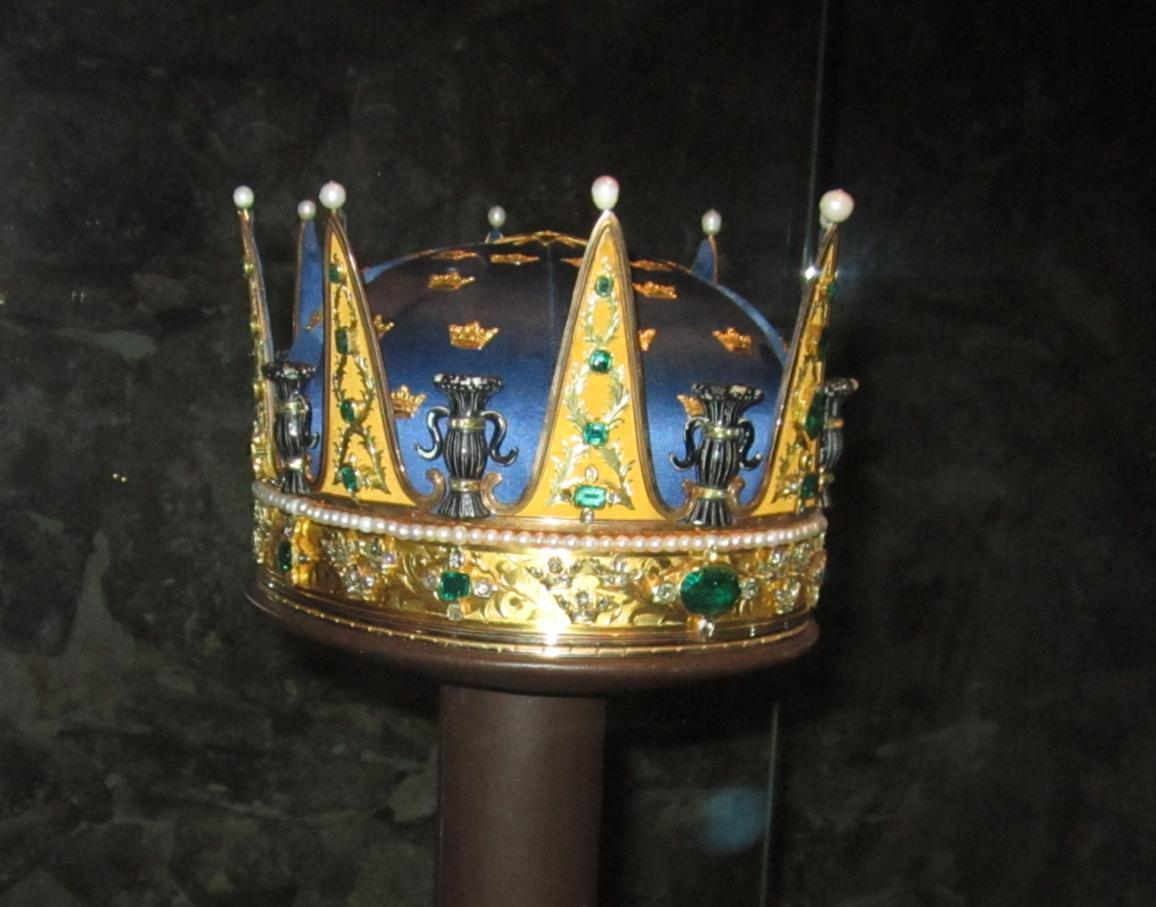
Couronne de prince créée en 1772

- 18 juillet 1750 — 8 septembre 1772 : Son Altesse royale le prince Frédéric-Adolphe de Suède-Finlande,
- 8 septembre 1772[2] — 12 décembre 1803 : Son Altesse royale le prince Frédéric-Adolphe de Suède-Finlande, duc d'Östergötland.

### Armes
Le prince Charles-Adolphe fut fait chevalier de l’ordre des Séraphins et ses armoiries furent exposées dans l’église de Riddarholmen :
Tiercé au pairle patté d'or renversé, qui est la croix de Saint-Éric, à dextre d'azur, à trois couronnes d'or (de Suède moderne) à senestre d'azur à trois barres ondées d'argent, au lion couronné d'or, brochant sur le tout (de Suède ancien); en pointe de gueules, au griffon d'or, becqué, langué et armé d'azur, accompagné de quatre roses d'argent (Östergötland) sur-le-tout écartelé : 1, de gueules, à la feuille d'ortie d'argent (de Holstein) ; 2, d'or, à deux lions léopardés d'azur, armés et lampassés de gueules (de Schleswig) ; 3, de gueules, au cygne d'argent, becqué, membré et colleté d'une couronne d'or (de Stormarn) ; 4, de gueules, au cavalier armé d'argent (de Dithmarse) ; sur-le-tout-du-tout, écartelé d'or à deux fasces de gueules (de Oldenbourg) et d'azur, à la croix pattée, au pied fiché d'or (de Delmenhorst) et surmonté d'une couronne royale.

## Sources
- (sv) Cet article est partiellement ou en totalité issu de l’article de Wikipédia en suédois intitulé « Fredrik Adolf, hertig av Östergötland » (voir la liste des auteurs).